# Temporada da GP3 Series de 2017
A Temporada da GP3 Series de 2017 foi a oitava edição do campeonato da GP3 Series, categoria de apoio ao Campeonato Mundial de Fórmula 1 de 2017 e da irmã Fórmula 2. Teve como campeão o britânico George Russell, da equipe ART Grand Prix.

## Equipes e pilotos
| Equipe              | No. | Pilotos            | Rodadas |
| ------------------- | --- | ------------------ | ------- |
| ART Grand Prix      | 1   | Jack Aitken        | Todas   |
| ART Grand Prix      | 2   | Nirei Fukuzumi     | Todas   |
| ART Grand Prix      | 3   | George Russell     | Todas   |
| ART Grand Prix      | 4   | Anthoine Hubert    | Todas   |
| Arden International | 5   | Niko Kari          | Todas   |
| Arden International | 6   | Leonardo Pulcini   | Todas   |
| Arden International | 7   | Steijn Schothorst  | Todas   |
| Trident             | 9   | Kevin Jörg         | Todas   |
| Trident             | 10  | Giuliano Alesi     | Todas   |
| Trident             | 11  | Ryan Tveter        | Todas   |
| Trident             | 12  | Dorian Boccolacci  | Todas   |
| DAMS                | 14  | Santino Ferrucci   | 1–3     |
| DAMS                | 14  | Matthieu Vaxivière | 4–5     |
| DAMS                | 14  | Dan Ticktum        | 6–8     |
| DAMS                | 15  | Tatiana Calderón   | Todas   |
| DAMS                | 16  | Bruno Baptista     | Todas   |
| Jenzer Motorsport   | 22  | Alessio Lorandi    | Todas   |
| Jenzer Motorsport   | 23  | Juan Manuel Correa | 5–8     |
| Jenzer Motorsport   | 24  | Arjun Maini        | Todas   |
| Campos Racing       | 26  | Julien Falchero    | Todas   |
| Campos Racing       | 27  | Raoul Hyman        | Todas   |
| Campos Racing       | 28  | Marcos Siebert     | Todas   |

## Calendário
Confira o calendário oficial da temporada 2017 da GP3:
| Grande Prêmio | Grande Prêmio                 | Circuito e Cidade                       | Data           | Pais         |
| ------------- | ----------------------------- | --------------------------------------- | -------------- | ------------ |
| 1             | Grande Prêmio da Espanha      | Circuito da Catalunha, Barcelona        | 13 de maio     | Espanha      |
| Sprint        | Grande Prêmio da Espanha      | Circuito da Catalunha, Barcelona        | 14 de maio     | Espanha      |
| 2             | Grande Prêmio da Áustria      | Red Bull Ring, Spielberg                | 8 de julho     | Áustria      |
| Sprint        | Grande Prêmio da Áustria      | Red Bull Ring, Spielberg                | 9 de julho     | Áustria      |
| 3             | Grande Prêmio da Grã-Bretanha | Circuito de Silverstone, Silverstone    | 15 de julho    | Grã-Bretanha |
| Sprint        | Grande Prêmio da Grã-Bretanha | Circuito de Silverstone, Silverstone    | 16 de julho    | Grã-Bretanha |
| 4             | Grande Prêmio da Hungria      | Hungaroring, Budapeste                  | 29 de julho    | Hungria      |
| Sprint        | Grande Prêmio da Hungria      | Hungaroring, Budapeste                  | 29 de julho    | Hungria      |
| 5             | Grande Prêmio da Bélgica      | Spa-Francorchamps, Spa                  | 26 de agosto   | Bélgica      |
| Sprint        | Grande Prêmio da Bélgica      | Spa-Francorchamps, Spa                  | 27 de agosto   | Bélgica      |
| 6             | Grande Prêmio da Itália       | Circuito de Monza, Monza                | 2 de setembro  | Itália       |
| Sprint        | Grande Prêmio da Itália       | Circuito de Monza, Monza                | 3 de setembro  | Itália       |
| 7             | Grande Prêmio da Espanha      | Circuito de Jerez, Jerez de la Frontera | 7 de outubro   | Espanha      |
| Sprint        | Grande Prêmio da Espanha      | Circuito de Jerez, Jerez de la Frontera | 8 de outubro   | Espanha      |
| 8             | Grande Prêmio de Abu Dhabi    | Circuito de Yas Marina, Abu Dhabi       | 25 de novembro | Abu Dhabi    |
| Sprint        | Grande Prêmio de Abu Dhabi    | Circuito de Yas Marina, Abu Dhabi       | 26 de novembro | Abu Dhabi    |